# Delage Type B
La Type B era un'autovettura di fascia bassa prodotta dal 1905 al 1908 dalla Casa automobilistica francese Delage.

## Profilo
La Type B fu lanciata nel 1905, poco dopo il lancio della Type A, rispetto alla quale andava a posizionarsi in una fascia di mercato inferiore.

Come la Type A, la Type B era equipaggiata da un motore di derivazione De Dion-Bouton, un monocilindrico da 499 cm³ di cilindrata, in grado di erogare 6 CV di potenza massima.

La Type B fu prodotta fino al 1908, dopodiché fu tolta di produzione: ma già nel 1906 furono introdotte le Type C e D, che dapprima affiancarono e poi sostituirono la Type B.